# Photinia lasiogyna
Photinia lasiogyna är en rosväxtart som först beskrevs av Adrien René Franchet, och fick sitt nu gällande namn av Camillo Karl Schneider. Photinia lasiogyna ingår i släktet Photinia och familjen rosväxter. IUCN kategoriserar arten globalt som sårbar. Utöver nominatformen finns också underarten P. l. glabrescens.